# Lavandula pedunculata
Lavandula pedunculata là một loài thực vật có hoa trong họ Hoa môi. Loài này được (Mill.) Cav. mô tả khoa học đầu tiên năm 1801.

## Hình ảnh

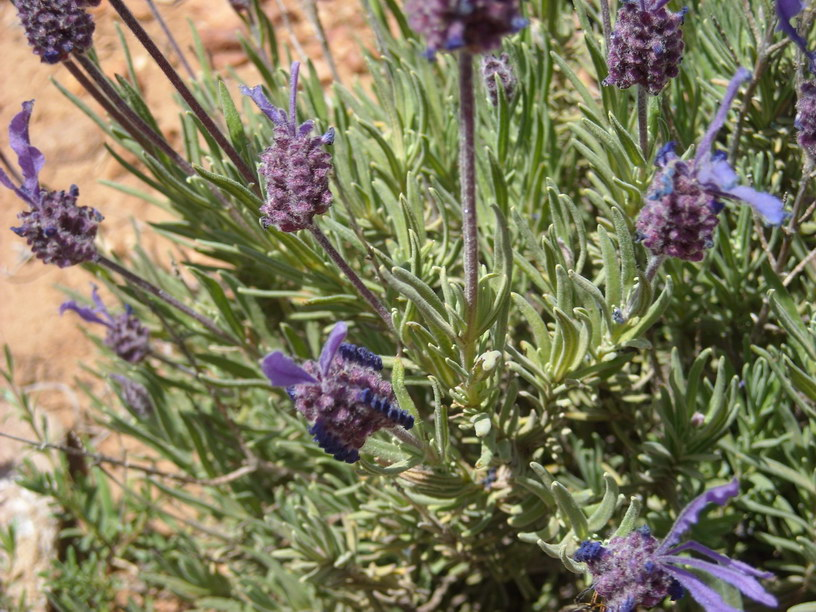
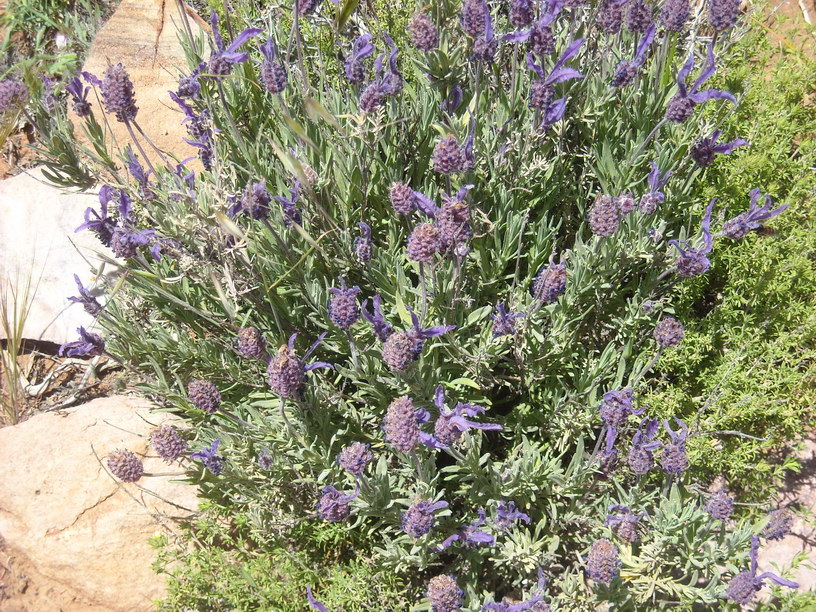
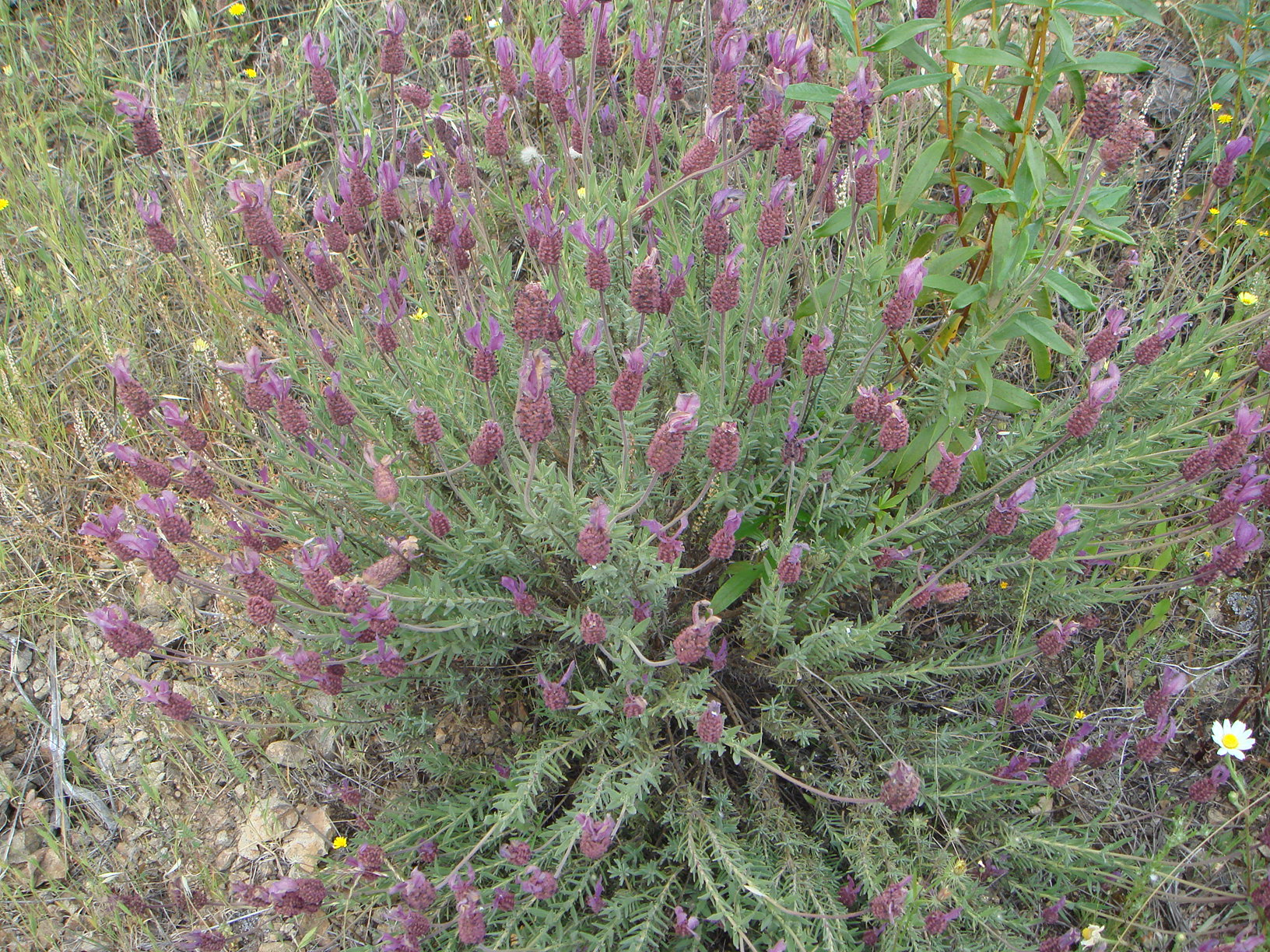
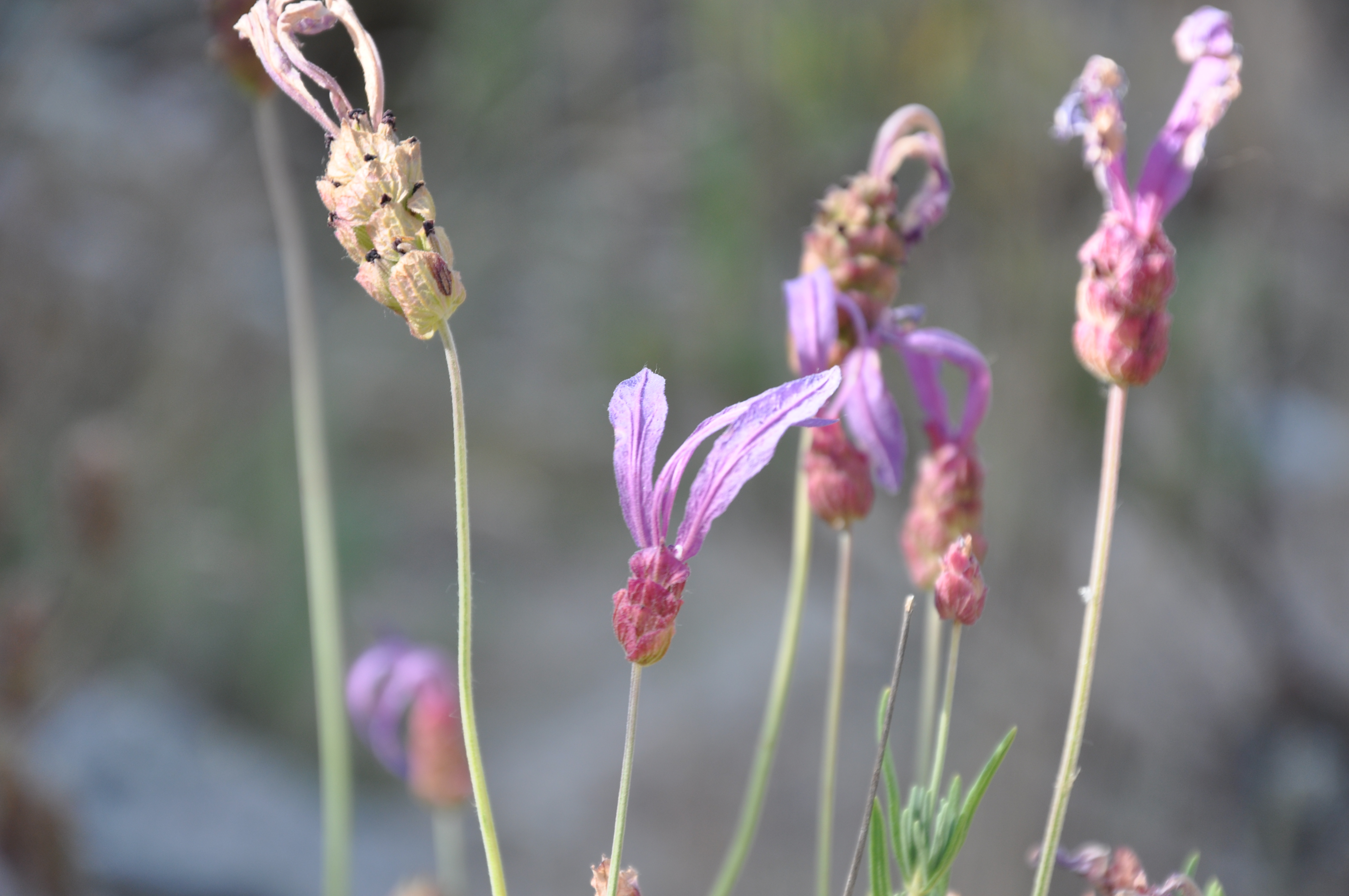